# El Telegrama del Rif
El Telegrama del Rif —renombrado El Telegrama de Melilla a partir de 1963— es el nombre de un antiguo diario español publicado en Melilla. Fue fundado en la época en que, tras el Desastre del 98, España empieza a interesarse por ejercer una influencia militar y económica en la zona del Rif.

## Historia
Fue fundado el 1 de marzo de 1902 por el capitán de artillería y periodista Cándido Lobera Girela, originalmente con el nombre de El Telegrama, aunque poco después lo cambiaría por El Telegrama del Rif. Llegó a tener el subtítulo de «Diario apolítico, defensor de los intereses de España en Marruecos». Durante su primera etapa El Telegrama del Rif mantuvo una línea editorial conservadora, militarista y favorable a la intervención en Marruecos.
Su nacimiento coincide con la época en que comienzan las campañas militares españolas contra los rifeños que se oponían a la extensión de la influencia colonial española en la zona. Así la información del diario se centra especialmente en las noticias relacionadas con los avatares bélicos del momento y en la información local. Sus informaciones son por tanto una fuente importante para el conocimiento de este periodo y el posterior del Protectorado español en Marruecos.
El Telegrama ha contado entre sus colaboradores con personajes relevantes como el cabecilla rifeño Abd el-Krim —que fue editor de la sección árabe del periódico—, el médico militar Cándido Jurado —que en 1919 escribió artículos de divulgación sobre la encefalitis letárgica que asolaba la ciudad de Melilla y el Rif— o el escritor Ramón J. Sender —que colaboró con el periódico durante su estancia en Melilla, donde realizó su servicio militar—. Durante los años de la Primera Guerra Mundial Abd el-Krim convirtió su sección en una virulenta hoja de propaganda antifrancesa, hasta que en 1917 las protestas francesas provocaron su supresión.
Tras el estallido de la Guerra civil y el establecimiento de la Dictadura franquista, el diario quedó bajo control de las Fuerzas sublevadas. En 1957 fue adquirido por el Estado y pasó a formar parte de la Cadena de Prensa del Movimiento. Durante la etapa franquista fue una de las cabeceras de la «Prensa del Movimiento» cuya plantilla —a pesar de su pequeño tamaño— tuvo una de las mejores remuneraciones. En 1963, con Marruecos ya independizado, el periódico adoptó la denominación de El Telegrama de Melilla. Tras la muerte de Franco el diario pasó a quedar integrado en el organismo estatal Medios de Comunicación Social del Estado (MCSE), pero su mala situación económica llevó a su cierre en 1984. El diario fue clausurado el 17 de mayo de 1984, coincidiendo con la desaparición del organismo MCSE. Según ha señalado algún historiador, se habría decidido la clausura del diario ante la posibilidad de que fuese adquirido por Marruecos y lo utilizase como órgano propagandístico.
A partir de 1992 volvió a ser publicado, mediante una edición impresa y digital hasta el 29 de mayo de 2015, fecha en que cerró por problemas económicos.

## Redacción

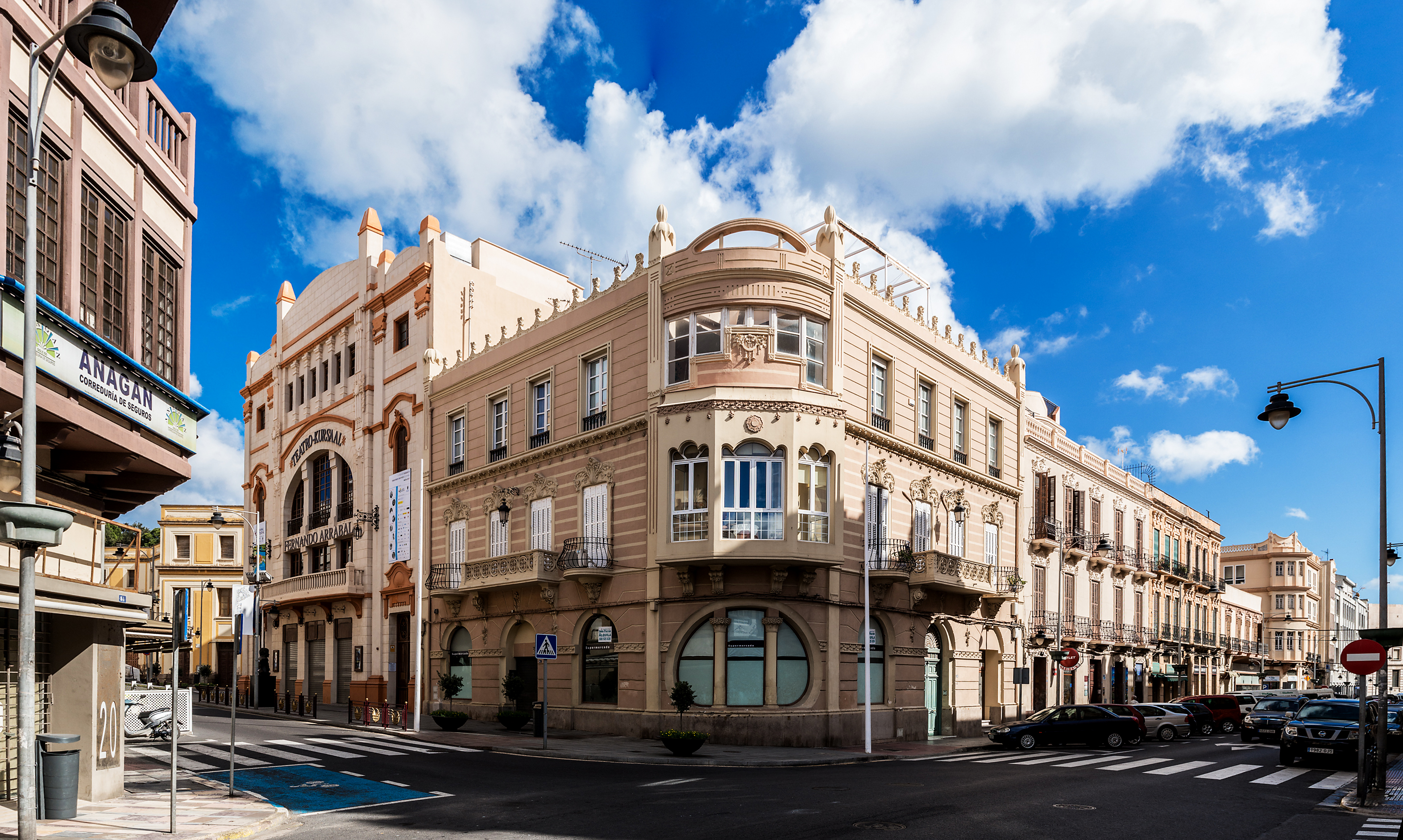
Antigua redacción del periódico.

Su sede e imprenta desde su fundación estaban situadas en inmuebles de la calle  de Miguel Acosta del Primer Recinto Fortificado de Melilla La Vieja, hasta que se trasladan al Ensanche de Melilla, primero a un edificio de la calle Santa Bárbara y para diciembre de 1912 se publica el primer número impreso en su sede definitiva, un edificio modernista obra del arquitecto Enrique Nieto y Nieto construido para tal fin en la calle Ejército Español, hoy denominado Redacción de El Telegrama del Rif.